# Zeus, jak mogłeś?
Zeus, jak mogłeś? – trzeci solowy album polskiego rapera Zeusa. Wydawnictwo ukazało się 9 kwietnia 2011 roku nakładem wytwórni muzycznej Embryo Nagrania w dystrybucji Fonografiki. Materiał został wyprodukowany przez Zeusa i Marka Dulewicza, który wykonał również miksowanie i mastering. Dodatkowe partie wokalne zarejestrowała Anna Paszewska. Zdjęcia i poligrafię wykonał Piotr Marciniak.
Nagrania dotarły do 48. miejsca zestawienia OLiS.  

## Lista utworów
Opracowano na podstawie materiału źródłowego.
1. "Prolog - głowa pełna głosów" - 2:04
2. "Wariat pośród świrów" - 3:30
3. "Supełek z pętelka" - 3:39
4. "Jesteśmy źli" - 3:22
5. "Wińcie mnie" - 3:33
6. "Lato w mieście Łódź" - 3:57
7. "Kilka słów o odwadze" - 2:42
8. "Move yo me" - 3:20
9. "W każdą pogodę" - 3:39
10. "Pani D., pies i ja" - 3:27
11. "Musisz ujrzeć światło!" - 3:30
12. "Bilans kont" - 3:41
13. "Wydaję hajs" - 3:23
14. "Uchylone drzwi" - 3:31
15. "Sayonara!" - 3:31
16. "99942" - 3:53
17. "List od wyimaginowanego przyjaciela" - 3:36